# Distrito de Beykoz
El Distrito de Beykoz es un distrito de la provincia de Estambul, Turquía, situado en el extremo norte del Bósforo, en la parte noroccidental de la Anatolia.

## Historia
La entrada del Bósforo siempre ha sido una ubicación que ha dado lugar a numerosas leyendas. En la antigüedad, además, se realizaban sacrificios. Se derramaba sangre para pedir a Zeus y a Poseidón que el viaje a través del mar Negro fuese seguro. 
Los primeros pueblos históricos que se asentaron en la parte septentrional del Bósforo fueron los tracios y los griegos; de hecho, el nombre antiguo de la zona fue Amikos o Amnicus, en honor a un rey tracio. Desde entonces, la zona cambió de manos en numerosas ocasiones. Además de ser un importante punto estratégico, el Bósforo ha contado con una importante producción pesquera y ha proporcionado un espacio idóneo para el saqueo de las comunidades más ricas del mar de Mármara. Beykoz ha sido ocupado por diferentes pueblos provenientes del mar Negro y de otros lugares cercanos: tracios, bitinios, persas, griegos, romanos, bizantinos y finalmente turcos. 
Durante el periodo otomano, las tierras de Beykoz se caracterizaban por ser campo abierto y bosques en los que el sultán y su corte cazaban. El pabellón de caza de Küçüksu, así como las fuentes y mezquitas de los pueblos de la costa se remontan a esta época. El nombre de Beykoz se estableció también durante estos años, y se cree que proviene de la palabra bey (en turco, príncipe o señor) y koz (palabra persa que significa pueblo). Por otro lado, la palabra koz también es un tipo de nuez. 
Bajo el dominio turco, los estrechos han mantenido su valor estratégico. De hecho, las tropas británicas se agruparon en Beykoz cuando se dirigían a luchar en 1854 en la Guerra de Crimea. 
Posteriormente se intentó atraer industria a la zona, especialmente la fábrica de vidrio de Paşabahçe, que comenzó como un pequeño taller en el siglo XVII. En los siglos XVIII y XIX, la fábrica ya estaba consolidada y producía un tipo especial de cristal en espiral semiopaco. También se instaló en el distrito una conocida fábrica de zapatos. En la actualidad, ambas fábricas están cerradas.
Beykoz siempre ha sufrido un desarrollo urbanístico descontrolado, con numerosas edificaciones ilegales donde los migrantes se instalaban para trabajar en la fábrica de vidrio y otras factorías. Existen zonas, como Çubuklu y Paşabahçe, donde se intenta construir las infraestructuras necesarias para dar servicio a una población que crece de forma continua. Debido a la mano de obra industrial de Beykoz, hay un evidente contraste entre el lujo de la costa del Bósforo y el resto del distrito. Existe un gran problema en el número de colegios, ya que muchos jóvenes tienen que cruzar el Bósforo para ir a clase.
En la actualidad, las edificaciones ilegales se producen en los bosques del interior, especialmente en las zonas de Çavuşbaşı y Elmalı. Estas áreas se caracterizan por contar con pequeños pueblos en los que ahora se está ampliando la red de carreteras.
Por otro lado, Beykoz alberga algunas de las mansiones más lujosas de la provincia de Estambul, como las de los complejos de Acarkent y Beykoz Konaklar, donde viven estrellas del cine, diputados nacionales y otras personalidades de Estambul.
Beykoz cuenta con una pequeña comunidad de pescadores (aunque la principal flota pesquera se encuentra en Estambul). Con la llegada de turistas en ferry, ha aumentado el número de restaurantes de pescado en Anadolu Kavağı.

## Lugares de interés

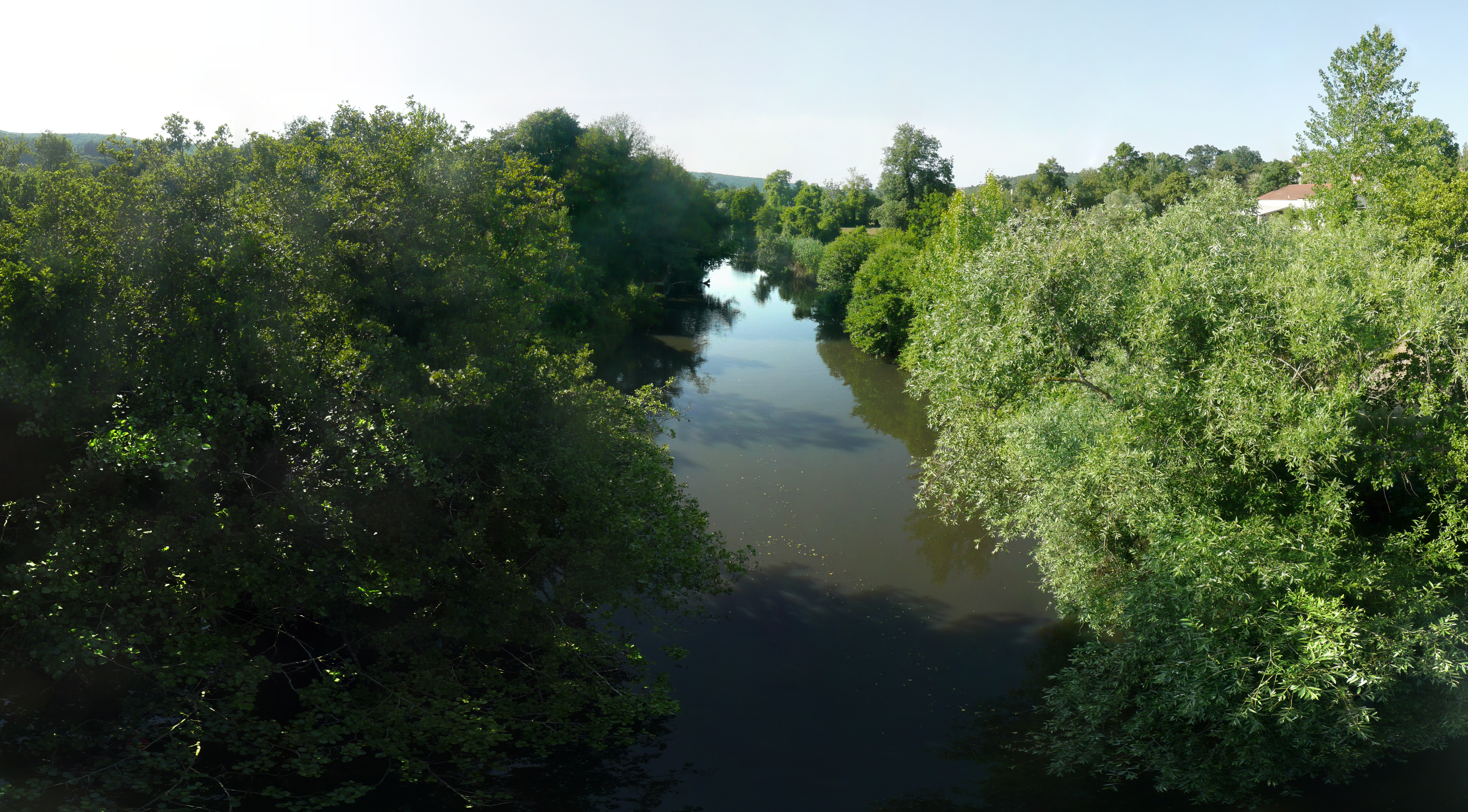
Río Riva, en el distrito de Beykoz.

La carretera de la costa del Bósforo llega hasta Beykoz desde Beylerbeyi (al sur del Puente del Bósforo), mientras que también hay carreteras que bajan a la costa desde el Puente de Fatih Sultan Mehmet. También se puede llegar al distrito en ferry desde Eminönü, Beşiktaş; o en barco desde Yeniköy y Bebek o Emirgan.
Uno de los tres edificios más característicos entre el Bósforo y Beykoz es un pabellón de caza imperial otomano (Küçüksü Kasrı). El segundo es más antiguo, el castillo de Anadoluhisarı, construido por los otomanos durante la preparación de la conquista para garantizar la seguridad al ejército turco en el Bósforo. El tercero, por último, es más reciente. Se trata de una torre blanca situada en una colina sobre Kanlıca; se llama Hidiv Kasrı y fue construida en 1907 como casa de vacaciones del jedive de Egipto. En la actualidad, Hidiv Kasrı es un restaurante.
En la costa se encuentran algunas de las casas más caras de la ciudad, muchos políticos y famosos cuentan con mansiones en la zona. Algunas de las casas otomanas de madera situadas en la orilla (yalı) se extienden desde Anadolu Hisarı hasta Beykoz. Además del atractivo de la costa, las grandes superficies de bosque de las colinas convierten el distrito en el lugar perfecto para escapar de la ciudad. Sin embargo, gran parte de la costa sufre un exceso de edificaciones. 
Existe un gran parque en las colinas (Beykoz Korusu) y varias fuentes otomanas. El centro de la ciudad tiene un aspecto rural, con edificios antiguos y pequeños, muchos de ellos casas individuales. Debido a la distancia de Estambul, las infraestructuras y los servicios suelen llegar con retraso. 
Existen diferentes lugares que se han convertido en espacios populares donde pasar el día, entre los que están: los pueblos del norte del Bósforo, como Anadolu Kavağı, Anadolu Feneri y Poyrazköy; el pueblo de Riva, en la costa del mar Negro; la zona alrededor de Cumhuriyet Köyü, Ali Bahadır, Değirmendere, Akbaba, Dereseki y Polonezköy. 
Existen varias tumbas de santos musulmanes y lugares santos que atraen a visitantes, en especial el monte de Yuşa (sobrino del profeta Mahoma), donde se encuentra una mezquita y una tumba en su honor.